# ハロプロ!TIME
『ハロプロ!TIME』（ハロプロタイム）は、テレビ東京他で2011年4月21日から2012年5月31日まで放送されていたドキュメントバラエティ番組。全58回。

## 概要
- ハロー!プロジェクト所属の各グループメンバーやアーティストがビデオカメラを手にして自分撮りで、それぞれの活動や私生活の一部を紹介する形式になっている。また、オーディション、新メンバー加入や合同コンサート、メンバーの卒業など、ハロプロの大きなイベントがあった場合は自分撮りという形式を離れて、ひとつの独立したコーナーとしてオンエアする場合もある。

## 出演者
- ハロー!プロジェクト
  - モーニング娘。
  - Berryz工房
  - ℃-ute
  - 真野恵里菜
  - スマイレージ
- あまやゆか（ナレーション）

## 放映リスト
| 回 | 放送日          | 放送内容 |
| -- | --------------- | --- |
| 1  | 2011年 04月21日 | がんばろうニッポン「愛は勝つ」プロジェクト（真野恵里菜） 矢島舞美（℃-ute）、前田憂佳（スマイレージ）                                                                               |
| 2  | 04月28日        | 新垣里沙（モーニング娘。）、嗣永桃子（Berryz工房）、福田花音（スマイレージ） |
| 3  | 05月05日        | Berryz工房アメリカ本土初上陸 ※清水佐紀・徳永千奈美（以上Berryz工房）パートを含む                                                                                                   |
| 4  | 05月19日        | 中島早貴、矢島舞美、鈴木愛理（以上℃-ute） モーニング娘。10期メンバー『元気印』オーディション                                                                                       |
| 5  | 05月26日        | 田中れいな（モーニング娘。）、岡井千聖（℃-ute） |
| 6  | 06月02日        | 道重さゆみ（モーニング娘。）、夏焼雅（Berryz工房）、福田花音（スマイレージ） スマイレージメンバー募集                                                                              |
| 7  | 06月09日        | 真野恵里菜、須藤茉麻（Berryz工房）、鈴木香音（モーニング娘。） |
| 8  | 06月16日        | 道重さゆみ（モーニング娘。）、須藤茉麻（Berryz工房）、前田憂佳（スマイレージ） |
| 9  | 06月23日        | 真野恵里菜、矢島舞美（℃-ute）、和田彩花（スマイレージ）、※さわやか五郎パートを含む                                                                                                 |
| 10 | 06月30日        | 真野恵里菜、中島早貴（℃-ute）、福田花音（スマイレージ） |
| 11 | 07月07日        | 夏焼雅（Buono!）、熊井友理奈（Berryz工房） |
| 12 | 07月14日        | 熊井友理奈（Berryz工房）、和田彩花（スマイレージ） スマイレージ メンバー募集 |
| 13 | 07月21日        | 高橋愛（モーニング娘。）、小川紗季（スマイレージ） |
| 14 | 07月28日        | 中島早貴（℃-ute）、菅谷梨沙子（Berryz工房） |
| 15 | 08月04日        | 真野恵里菜、清水佐紀（Berryz工房）、鈴木愛理（℃-ute）、小川紗季（スマイレージ） |
| 16 | 08月11日        | スマイレージ 新メンバー3次審査 |
| 17 | 08月18日        | スマイレージ 新メンバー発表 ハロプロコンサート舞台裏 密着 ※まこと（コンサートMC）のパートを含む                                                                                    |
| 18 | 08月25日        | モーニング娘。9期メンバーハワイ初上陸!直前SP 新垣里沙、鞘師里保（モーニング娘。）                                                                                                  |
| 19 | 09月01日        | スマイレージ 小川紗季ラストステージ 福田花音、前田憂佳（以上スマイレージ） モーニング娘。ハワイツアー（モーニング娘。）                                                            |
| 20 | 09月08日        | 高橋愛、譜久村聖（以上、モーニング娘。） モーニング娘。10期メンバー『元気印』オーディション合宿審査1                                                                               |
| 21 | 09月15日        | モーニング娘。10期メンバー元気印オーディション合宿審査SP |
| 22 | 09月22日        | モーニング娘。10期メンバー元気印オーディション最終審査 福田花音、前田憂佳、和田彩花（以上スマイレージ）、田中れいな（モーニング娘。）、鈴木愛理（℃-ute）                           |
| 23 | 09月29日        | 高橋愛、新垣里沙（以上モーニング娘。） 目指せ!!スマイレージ正規メンバー 笑顔うpキャンペーン（スマイレージサブメンバー）                                                            |
| 24 | 10月06日        | モーニング娘。10期メンバー発表 高橋愛ラストステージの舞台裏を大公開（モーニング娘。）                                                                                              |
| 25 | 10月13日        | 須藤茉麻（Berryz工房）、工藤遥（モーニング娘。）、岡井千聖（℃-ute）、夏焼雅（Berryz工房） 笑顔うpキャンペーン（スマイレージサブメンバー） 熊井友理奈&鈴木愛理（Berryz工房・℃-ute） |
| 26 | 10月20日        | スマイレージ正規メンバー決定（スマイレージ） 生田衣梨奈（モーニング娘。）、鈴木愛理（℃-ute）                                                                                       |
| 27 | 10月27日        | 新垣里沙（モーニング娘。）、萩原舞（℃-ute）、清水佐紀（Berryz工房）、夏焼雅（Buono!）、生田衣梨奈（モーニング娘。） スマイレージ・前田憂佳卒業告知                                 |
| 28 | 11月03日        | 鈴木愛理（℃-ute）、嗣永桃子（Berryz工房） |
| 29 | 11月10日        | 菅谷梨沙子、須藤茉麻、清水佐紀、夏焼雅（以上Berryz工房）、竹内朱莉（スマイレージ）                                                                                                 |
| 30 | 11月17日        | 道重さゆみ（モーニング娘。）、中島早貴（℃-ute） 映画舞台挨拶（モーニング娘。9期）                                                                                                  |
| 31 | 11月24日        | 中島早貴（℃-ute）、鈴木香音（モーニング娘。） |
| 32 | 12月01日        | モベキマス新曲発売イベント（モベキマス各メンバー） |
| 33 | 12月08日        | モーニング娘。10期メンバー初ライブ（モーニング娘。） 清水佐紀（Berryz工房）、竹内朱莉（スマイレージ）                                                                              |
| 34 | 12月15日        | 熊井友理奈（Berryz工房）、竹内朱莉（スマイレージ） |
| 35 | 12月22日        | スマイレージ1期メンバー、スマイレージ2期メンバー |
| 36 | 12月29日        | 光井愛佳（モーニング娘。）、モーニング娘。10期メンバー、モーニング娘。6期メンバー                                                                                                  |
| 37 | 2012年 01月05日 | 新垣里沙（モーニング娘。）卒業告知 コンサート舞台裏密着（モベキマスメンバー）※まこと（コンサートMC）パートを含む スマイレージ・前田憂佳ラストイベント                              |
| 38 | 01月12日        | 真野恵里菜・鞘師里保（モーニング娘。） |
| 39 | 01月19日        | 光井愛佳（モーニング娘。）、熊井友理奈・徳永千奈美（以上Berryz工房） |
| 40 | 01月26日        | 夏焼雅（Berryz工房）、田村芽実（スマイレージ） |
| 41 | 02月02日        | 夏焼雅（Berryz工房）、真野恵里菜、モーニング娘。9期10期メンバー、中西香菜（スマイレージ）                                                                                          |
| 42 | 02月09日        | 岡井千聖（℃-ute）、鈴木愛理（℃-ute/Buono!） |
| 43 | 02月16日        | 岡井千聖（℃-ute）、鈴木愛理（℃-ute/Buono!）、真野恵里菜 |
| 44 | 02月23日        | Buono!フランスパリ公演密着 萩原舞（℃-ute）、モーニング娘。10期メンバー |
| 45 | 03月01日        | 真野恵里菜・嗣永桃子（Berryz工房）、萩原舞（℃-ute）、モーニング娘。10期メンバー |
| 46 | 03月08日        | 新垣里沙（モーニング娘。）、萩原舞（℃-ute） |
| 47 | 03月15日        | 新垣里沙（モーニング娘。）、菅谷梨沙子（Berryz工房）、萩原舞（℃-ute） |
| 48 | 03月22日        | 矢島舞美（℃-ute）、萩原舞（℃-ute） スマイレージ・合同アイドルグループイベント密着                                                                                                  |
| 49 | 03月29日        | 矢島舞美（℃-ute）、真野恵里菜・嗣永桃子（Berryz工房）、中島早貴（℃-ute） |
| 50 | 04月05日        | 矢島舞美（℃-ute）、田中れいな（モーニング娘。）、岡井千聖（℃-ute） |
| 51 | 04月12日        | 矢島舞美（℃-ute）、新垣里沙（モーニング娘。） |
| 52 | 04月19日        | 矢島舞美（℃-ute）、竹内朱莉（スマイレージ） |
| 53 | 04月26日        | 矢島舞美（℃-ute） ℃-uteコンサートリハーサル・ハワイツアー密着 |
| 54 | 05月03日        | ℃-uteコンサートリハーサル密着 道重さゆみ（モーニング娘。）、モーニング娘。9期メンバー                                                                                              |
| 55 | 05月10日        | モーニング娘。9期メンバー、佐藤優樹・工藤遥（モーニング娘。10期メンバー） 光井愛佳（モーニング娘。）卒業告知                                                                       |
| 56 | 05月17日        | 新垣里沙（モーニング娘。） |
| 57 | 05月24日        | 新垣里沙・光井愛佳卒業コンサートSP（モーニング娘。） |
| 58 | 05月31日        | モーニング娘。、清水佐紀（Berryz工房） |

## スタッフ
大部分が美女放談・美女学からの移行メンバーである。
- 構成：出川真弘、小堀裕也
- 技術：ワサンダ=グラディナタ、田中秀幸、佐々木裕也、石井恵美子、林芳成
- 音響効果：小平英司（タルス）
- CG：キャニットG
- 編集：石川雅彦、土屋敏臣
- MA：玉田良太、橋本光平
- 協力：e-naスタジオ、
- AD：佐熊智之、小松崎聖、柏木孝夫
- ディレクター：佐藤智治、太田博章、平藪直樹
- プロデューサー：関光晴、山田耕三、新潟竜大、國弘明子（プロデューサーは#15 - 、演出は#1 - 14まで）、関谷桃子
- 協力：アップフロントエージェンシー（現：アップフロントプロモーション）
- 製作協力：安寿
- 製作：テレビ東京、テレビ東京ミュージック

### 過去のスタッフ
- 技術：竺原功二
- 編集：田山和俊、堀内美里、原田真澄
- AP：相馬晃子、藤戸有希子
- プロデューサー：林はる佳
- ディレクター：布川英樹、松本拓也、今井伸弥、太田翔平
- AD：望月亮、岩崎和輝、岩田美里
- 協力：Can（#1,4,6 - 8,11,15）、日本車両（#11）、VICOM（#11）

## ネット局と放送時間
| 放送対象地域 | 放送局             | 放送系列       | 放送期間                      | 放送時間           | 放送日の遅れ |
| ------------ | ------------------ | -------------- | ----------------------------- | ------------------ | ------------ |
| 関東広域圏   | テレビ東京（TX）   | テレビ東京系列 | 2011年4月21日 - 2012年5月31日 | 木曜 25:00 - 25:30 | 制作局       |
| 滋賀県       | びわ湖放送（BBC）  | JAITS          | 2011年5月10日 - 2012年6月17日 | 日曜 23:30 - 24:00 | 17日遅れ     |
| 福岡県       | TVQ九州放送（TVQ） | テレビ東京系列 | 2011年5月18日 - 2012年6月17日 | 日曜 6:30 - 7:00   | 17日遅れ     |
| 全国放送     | BSジャパン         | BSデジタル     | 2011年4月23日 - 2012年6月2日  | 土曜 9:30 - 10:00  | 2日遅れ      |

1. ↑  2012年3月までは火曜18:30 - 19:00、2012年4月から5月までは火曜18:25 - 18:55に放送されていたが、2012年6月3日からは上記日時。

## DVD
全てアップフロントワークスからのリリース
1. ハロプロ!TIME Vol.1（2011年11月9日）
2. ハロプロ!TIME Vol.2（2011年12月7日）
3. ハロプロ!TIME Vol.3（2012年2月1日）
4. ハロプロ!TIME Vol.4（2012年3月7日）
5. ハロプロ!TIME Vol.5（2012年3月21日）
6. ハロプロ!TIME Vol.6（2012年4月4日）
7. ハロプロ!TIME Vol.7（2012年5月23日）
8. ハロプロ!TIME Vol.8（2012年6月27日）
9. ハロプロ!TIME Vol.9（同上）
10. ハロプロ!TIME Vol.10（2012年7月25日）
11. ハロプロ!TIME Vol.11（同上）
12. ハロプロ!TIME Vol.12（2012年9月5日）
13. ハロプロ!TIME Vol.13（同上）
14. ハロプロ!TIME Vol.14（2012年10月17日）
15. ハロプロ!TIME Vol.15（同上）
16. ハロプロ!TIME Vol.16（2012年11月7日）
17. ハロプロ!TIME Vol.17（同上）
18. ハロプロ!TIME Vol.18（2012年11月28日）
19. ハロプロ!TIME Vol.19（同上）
20. ハロプロ!TIME Vol.20（2012年12月19日）
21. ハロプロ!TIME Vol.21（同上）